# Glenn Hartranft
Samuel Glenn Tiny Hartranft (3. december 1901 – 12. august 1970) var en amerikansk atlet som deltog i de olympiske lege 1924 i Paris.
Hartranft vandt en sølvmedalje i atletik under sommer-OL 1924 i Paris. Han kom på en andenplads i kuglestød bagefter hans landsmand Clarence Houser. Ralph Hills blev nummer tre. Der var otteogtyve deltagere fra femten lande som deltog i disciplinen. Finalen blev afviklet den 8. juli 1924.
Hartranft var amerikansk fodbold headcoach på San Jose State University fra 1942 til 1946 og skolens baseball headcoach fra 1944 til 1945.